# Gawriił Zaszychin
Gawriił Sawieljewicz Zaszychin (ros. Гаврии́л Саве́льевич Заши́хин, ur. 27 marca?/8 kwietnia 1898 we wsi Łumpun w obwodzie kirowskim, zm. 15 października 1950 w Charkowie) – radziecki dowódca wojskowy, generał pułkownik artylerii.

## Życiorys
W 1918 wstąpił do Armii Czerwonej, uczestniczył w wojnie domowej jako szef łączności baterii artylerii na Froncie Wschodnim i Południowym, 1922 i 1925 skończył kursy doskonalenia kadry dowódczej. W latach 1925–1933 dowodził kolejno baterią, dywizjonem i pułkiem, 1931 skończył kurs doskonalenia wyższej kadry dowódczej obrony przeciwlotniczej, w sierpniu 1933 został szefem wydziału obrony przeciwlotniczej sztabu Sił Morskich Dalekiego Wschodu, później Floty Oceanu Spokojnego. Od grudnia 1939 do sierpnia 1940 był szefem zarządu obrony przeciwlotniczej Floty Bałtyckiej, na tym stanowisku brał udział w wojnie z Finlandią 1939-1940, od sierpnia do listopada 1941 był pomocnikiem dowódcy Floty Bałtyckiej, a od listopada 1941 do maja 1942 dowódcą 2 Korpusu Obrony Przeciwlotniczej. Od maja 1942 do sierpnia 1943 dowodził Leningradzką Armią Obrony Przeciwlotniczej, od sierpnia 1943 do lipca 1944 dowodził Frontem Wschodnim, od lipca 1944 do marca 1945 Frontem Południowym (1944 otrzymał stopień generała pułkownika artylerii), a od marca 1945 do końca wojny Frontem Południowo-Zachodnim Obrony Przeciwlotniczej, po wojnie dowodził wojskami okręgu i rejonu obrony przeciwlotniczej, 1950 ukończył Wyższe Kursy Akademickie przy Wojskowej Akademii Sztabu Generalnego.

## Odznaczenia
- Order Lenina
- Order Czerwonego Sztandaru (trzykrotnie)
- Order Kutuzowa I klasy
- Order Suworowa II klasy

I medale.